# Czesław Palik
Czesław Palik (ur. 9 maja 1948 w Krakowie) – polski piłkarz i trener. Jest wychowankiem Cracovii.

## Kariera piłkarska
Piłkarską karierę rozpoczął w Cracovii. Z klubem tym zdobył w 1966 roku wicemistrzostwo Polski juniorów. W 1973 przeniósł się do Kielc, gdzie stał się zawodnikiem nowo utworzonej Korony Kielce. Dwa lata później wraz z kieleckim klubem wywalczył awans do II ligi. Karierę zawodniczą zakończył w sezonie 1980/1981; następnie rozpoczął pracę jako trener.

## Kariera trenerska
Uprawnienia trenerskie zdobył w Akademii Wychowania Fizycznego w Katowicach. W swojej karierze trenerskiej pracował m.in. w klubach: Błękitni Kielce, Bucovia Bukowa, Granat Skarżysko-Kamienna, Hetman Zamość, Korona Kielce, Okocimski KS Brzesko, KSZO Ostrowiec Świętokrzyski (z którym awansował do I ligi w 1997), Stal Stalowa Wola, Wawel Kraków.
W 1981, będąc trenerem młodzieżowej reprezentacji Kieleckiego Okręgowego Związku Piłki Nożnej zdobył w Szczecinie Puchar Michałowicza.
10 września 2010 roku został trenerem klubu Skawinka Skawina. 22 sierpnia 2019 roku tymczasowo objął Stal Stalowa Wola, po zwolnieniu z funkcji trenera Pawła Wtorka. Funkcję pełnił do 26 sierpnia tego samego roku.